# Thymus putoranicus
Thymus putoranicus — вид рослин родини глухокропивові (Lamiaceae), ендемік Росії (Красноярськ).

## Опис
Рослини 1–5 см. Листки довго черешкові, від яйцюватих до еліптичних, 6–9 мм, верх довго запушений, на полях довго залозисті. Суцвіття розсіяне, головчате; чашечка зелена; квіти 6–7 мм завдовжки, пурпурові.

## Поширення
Ендемік Росії (Красноярськ).